# Astérix et Obélix contre César
Série Astérix et Obélix
Astérix et Obélix : Mission Cléopâtre
(2002)
Pour plus de détails, voir Fiche technique et Distribution.
Astérix et Obélix contre César est un film franco-italo-allemand réalisé par Claude Zidi, sorti en 1999.
Il raconte l'enlèvement de Panoramix par les Romains pour assiéger l'irréductible village des Gaulois. Astérix et Obélix partent donc à sa rescousse.
Réalisateur de nombreux films comiques populaires, Claude Zidi réalise ici la première adaptation cinématographique en prise de vues réelles de la bande dessinée Astérix écrite par Albert Uderzo et René Goscinny. La distribution comprend des acteurs bien connus du public français tels que Christian Clavier (Astérix), Gérard Depardieu (Obélix), ou encore Michel Galabru (Abraracourcix).
Le film débute alors que le conquérant Jules César a des ennuis avec ces Gaulois : Détritus, officier fourbe et déloyal, lui a caché l’existence de ce petit village. Désireux de détruire ce dernier foyer d’insurrection et fatigué de l’incompétence du centurion Caïus Bonus, César vient en personne assiéger le village des irréductibles. Il a une bonne raison : Prolix, un faux devin, a poussé les villageois à voler le chariot renfermant l’argent de ses impôts.
Le film se hisse premier du box-office français pour l'année 1999, avec près de 9 millions de spectateurs, malgré des critiques plutôt tièdes. Il s'agit du film le plus vu dans les salles de cinéma durant l'année 1999 en France et obtient de meilleures critiques avec le temps.

## Synopsis
Jules César vient de terminer la conquête de la Gaule. Mais l’un de ses officiers, Détritus, nouveau gouverneur de l’Armorique, lui cache l’existence d’un petit village d’irréductibles Gaulois qui continue à défier Rome. La vie dans ce village semble paisible, en dehors des bagarres provoquées par le chant du barde Assurancetourix et l’épineux débat sur la qualité des poissons d’Ordralfabétix, mais le druide Panoramix prédit une menace.
En effet, non loin de là, au camp romain fortifié de Petibonum, la garnison dirigée par le centurion Caïus Bonus a découvert la source de l’invincibilité des Gaulois, et Caïus Bonus lui-même en fait part à Détritus, ambitieux de devenir le nouveau maître de Rome : la potion magique de Panoramix, qui donne au consommateur une force surhumaine pendant un temps limité. Mais le centurion fait également part au gouverneur que l’un des villageois, Obélix, a les effets permanents de la potion depuis qu’il y est tombé dedans étant petit, et qu’il est toujours accompagné par le malin guerrier Astérix. Les Romains décident alors d’organiser un piège à Astérix et Obélix pendant leur chasse au sanglier en leur envoyant un gros rocher sur eux. Le piège est parfaitement effectué, mais la potion aide les Gaulois à s’en sortir et à donner une petite correction à Caïus Bonus. Un festin est organisé au village ce soir-là, et Obélix tombe amoureux de la belle Falbala qui rentre au village. Mais le Gaulois qui comptait lui déclarer sa flamme le lendemain découvre qu’elle est fiancée avec Tragicomix, qui la rejoint au village au matin.
Plus tard, l’escorte du questeur romain Malosinus, venu récolter les impôts dans la région, se rend à Petibonum, en vue d’une visite dans le village d’Astérix le lendemain. Mais une pièce tombe du chariot de la caisse du trésor, et trois ouvriers travaillant dans les douves du camp la récupèrent et décident de passer la nuit au village avec un plan précis. Ils se présentent aussitôt, sous la pluie, dans la hutte du chef Abraracourcix, où se sont réunis les villageois pour le dîner – l’un d’eux, Prolix, se fait passer pour un devin, et fait une « prédiction » annonçant la prochaine arrivée du trésor de César dans le village, et les Gaulois décident de s’en emparer. Mais Astérix, ayant interrompu la prédiction, est chassé de la hutte. Le lendemain, le convoi de Malosinus est accueilli au village dans la bonne humeur ; mais en guise d’impôts, les Gaulois offrent les équipements des Romains laissés lors des précédentes rencontres, chassent à coup de baffes le convoi romain et s'emparent du trésor. Alors que tous les villageois veulent le garder, Astérix, contre l’avis de tous, veut le rendre avant que César n’envoie ses troupes pour massacrer les Gaulois.
Prévenu du vol par Malosinus, César convoque Détritus pour lui demander pourquoi il lui avait caché l’existence des irréductibles Gaulois, et le menace de le jeter aux lions « si cette affaire n’est pas réglée avant la prochaine lune ». Prenant les choses en main, César se rend à Petibonum pour envoyer la centurie de Caïus Bonus attaquer le village gaulois. Il assiste en tant que spectateur avec Détritus à la bataille, au cours de laquelle tout le village gavé de potion magique repousse avec succès l’assaut. Quelques minutes plus tard, César s'en va avec son escorte lorsqu'il est provoqué par Astérix et Obélix. Les Gaulois fêtent la victoire le soir avec un nouveau festin. Mais un incident a lieu au cours de la soirée : Prolix drogue Astérix en mettant des champignons hallucinogènes dans son omelette dans le cadre de la réconciliation ordonnée par Abraracourcix et le guerrier attaque tout à coup Obélix qui s'est entre-temps lancé dans une imitation de César. Tandis qu'Astérix est neutralisé et ramené à la raison grâce au chant d'Assurancetourix, l'incident sert de diversion à Prolix et ses deux acolytes pour s’enfuir avec le trésor de César.
Le lendemain, Détritus fait part à César d’un plan pour enlever Panoramix lors du prochain grand rendez-vous annuel des druides, qui y élisent le meilleur d’entre eux dans la forêt des Carnutes. Or aucun non-druide n’a le droit d’assister à la réunion et Détritus compte bien violer l'accord existant entre les druides et les romains qui doivent les laisser tranquille. Panoramix se rend à la forêt des Carnutes en tant que druide, accompagné par Astérix, Obélix et le chien Idéfix, jusqu’à l’entrée de la forêt. Durant la cérémonie, Panoramix, futur gagnant, présente sa potion magique, et le fait goûter à un des druides qui soulève alors un rocher devant la foule qui l’acclame. Mais le druide ayant bu la potion se révèle être Détritus déguisé et le capture. Idéfix prévient ses maîtres du danger, et ceux-ci découvrent les autres druides capturés, qu’ils libèrent avant de partir secourir Panoramix, retenu prisonnier au camp de Petibonum.

Alors que César est arrivé à Petibonum avec son armée, Astérix et Obélix arrivent à proximité également au camp romain avec un plan d’infiltration : Obélix se fait passer pour un légionnaire répondant au nom d’« Obélus », alors qu’Astérix se fait passer pour un espion gaulois capturé et devant être remis à César. Mais c’est Détritus qui en est informé, ce qui fait qu’il emprisonne Astérix avec le druide. Pour obliger Panoramix à lui révéler le secret de la potion magique, le gouverneur torture le druide puis le guerrier, mais sans résultat. Ce n’est que lorsqu’Idéfix, qui a entendu les cris d’Astérix et l’a rejoint dans la salle de torture, est mis à la place du Gaulois que Panoramix cède. Entre-temps, César, informé par un de ses espions de la trahison de Détritus, fait arrêter le gouverneur. Mais l’escorte tombe par hasard sur « Obélus » qui assomme les soldats et libère Détritus. Grâce à la force redoutable de ce "légionnaire", Détritus emprisonne César et prend le pouvoir. « Obélus » est promu centurion, et Détritus cherche à gagner le soutien des soldats en organisant des jeux qui auront lieu le soir même. Un peu plus tard, le druide, aidé d’Astérix, confectionne alors une marmite de potion magique, que Détritus goûte et dont il ressent aussitôt les effets. Astérix, Panoramix et Idéfix se retrouvent emprisonnés.

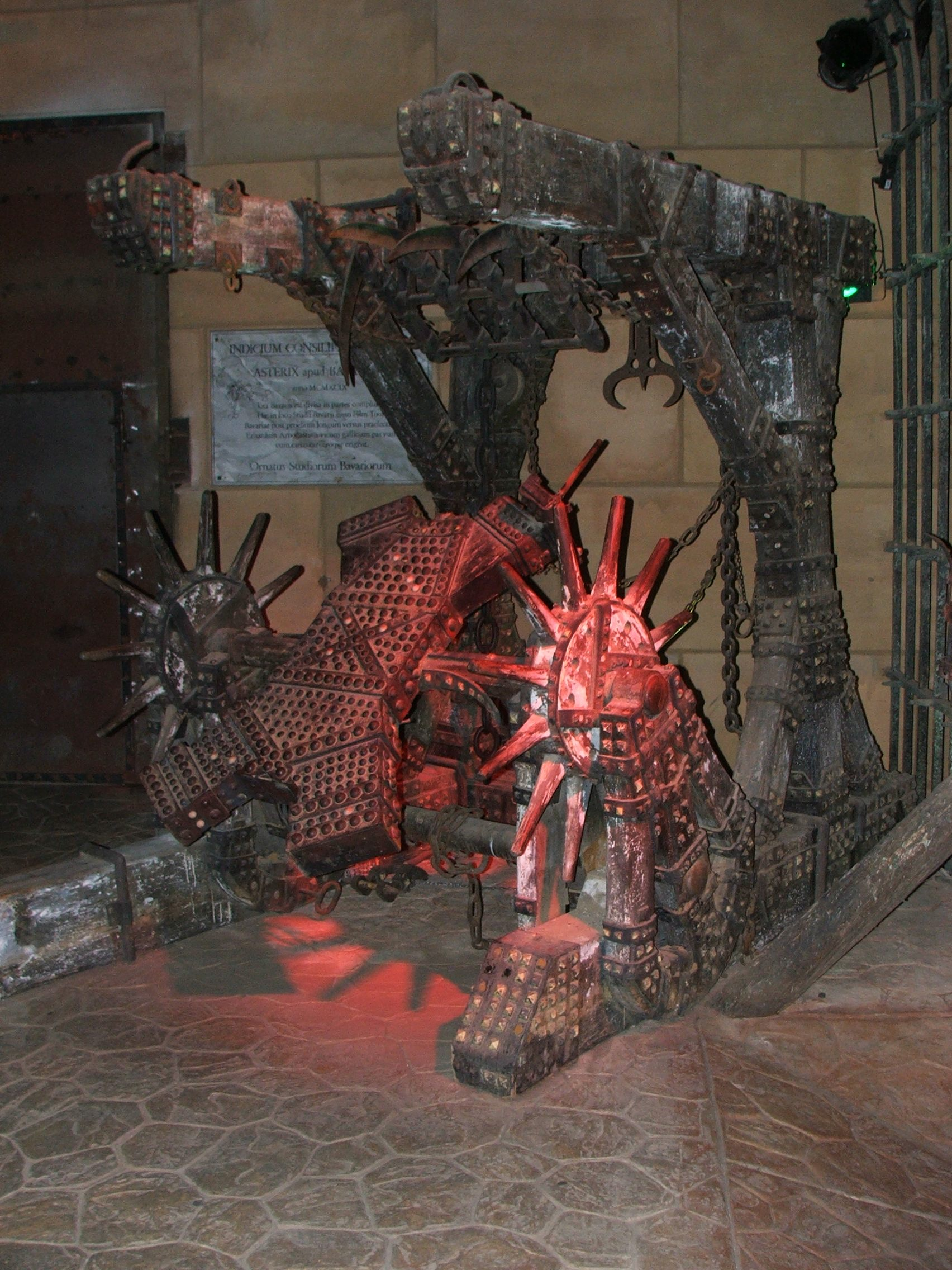
L’appareil avec lequel Astérix est torturé, exposé aux studios Bavaria, où a été tourné le film.

Le soir, les jeux organisées par Détritus, assisté à ses côtés par « Obélus », commencent. Astérix est contraint de traverser une piste de cirque remplie de pièges : serpents, lions, alligators et mygales, ainsi qu’un éléphant, entravent sa progression. Il réussit néanmoins à surmonter tous les obstacles, mais alors qu’il arrive à la hauteur d’Obélix et de Détritus, ce dernier envoie un zombie – disant de lui que ce n’est pas un animal, mais « un homme » – l’étrangler. Astérix a juste le temps et la force de prononcer « Obélus, par Toutatis, redeviens Obélix, ça urge ! » – en réalité, une phrase-code pour signaler à Obélix d’abandonner son rôle de soldat. Obélix assomme Détritus (qui lui avait aidé à déchiffrer le message en lisant sur les lèvres du supplicié), sauve Astérix, retraverse avec brio la piste de cirque en sens inverse et libère Panoramix. Le groupe entraîne également dans sa fuite un mystérieux prisonnier, caché sous un masque de fer.
Une fois lui et ses compagnons arrivés au village, Obélix ouvre le masque du mystérieux prisonnier : il s’agit de César lui-même. L'armée de Détritus est aux portes du village, le nouveau chef supervisant depuis le haut de sa tour de siège avec la marmite de potion magique. Mais le druide découvre qu'il n'y a pas assez d’ingrédients pour tenir le siège et va retrouver son aïeul – un bicentenaire du nom de Mathusalix – au dans les profondeurs de sa caverne, accompagné d'Astérix, Obélix, afin d’obtenir un flacon de lait de licorne à deux têtes qui a pour effet, une fois versé dans la potion, de cloner ceux qui la boivent. Mais Mathusalix, têtu, ne la donnera qu’après avoir posé deux énigmes. En fin de compte, après avoir obtenu non sans difficulté l’ingrédient, le trio revient juste à temps, alors que les Gaulois sont sur le point d’être vaincus, et que les Romains pénètrent le village. Le druide verse le lait de licorne dans le fond de marmite restant et donne cinq fois à boire à Astérix et Obélix – à qui il lui est normalement interdit d'en boire –, donnant lieu à dix Astérix et dix Obélix. Ainsi, Peu après, les clones d’Astérix et d’Obélix donnent une bonne raclée aux envahisseurs surpris et déboussolés, et les mettent rapidement en déroute avant de faire tomber la tour de Détritus. Ce dernier chute et se retrouve aux pieds de César. Les officiers romains en fuite retrouvent César. Celui-ci, reconnaissant envers les Gaulois qui l’ont aidé à s’évader, déclare le village « ami et allié de Rome » et non-imposable, avant de faire arrêter Détritus pour haute trahison.
Tout le village célèbre la victoire avec un banquet qui dure jusqu’au matin. Obélix demande auprès de Panoramix une nouvelle gorgée de potion pour la donner à Falbala. Celle-ci se dédouble – aussitôt, l’une des deux rejoint son fiancé, tandis que la seconde reste avec Obélix qui lui avoue sa flamme et passe un bon moment avec elle. Mais à l’aube, les doubles disparaissent l’un après l’autre, sous le regard horrifié du vrai Astérix qui croit que son ami a définitivement disparu. À un moment donné, le guerrier retrouve Obélix s’apprêtant à embrasser la double de Falbala quand cette dernière se met à s’évaporer à son tour. Les deux amis sont heureux de se retrouver. Le lendemain, les Romains abandonnent Petibonum sous le regard attristé d’Obélix. Le soir suivant, un nouveau banquet est organisé pour l’anniversaire d’Obélix. En cadeau, César a envoyé la garnison de Caïus Bonus au village pour qu’Obélix puisse s’amuser. Ainsi, le Gaulois prend plaisir avec le centurion en le baffant dans les airs. À l’atterrissage, Caïus Bonus avoue qu’Obélix ne va faire qu’une bouchée de la garnison…

## Fiche technique
Sauf indication contraire, les informations mentionnées dans cette section peuvent être confirmées par la base de données cinématographiques IMDb,  présente dans la section « Liens externes ».
- Titre original : Astérix et Obélix contre César
- Titre international : Asterix and Obelix vs. Caesar[2]
- Réalisateur : Claude Zidi
- Scénario et dialogues : Claude Zidi, avec les dialogues de Gérard Lauzier, d'après la bande dessinée créée par René Goscinny et Albert Uderzo
- Musique : Jean-Jacques Goldman et Roland Romanelli
- Direction artistique : Jean Rabasse
- Décors : Jean Rabasse
- Costumes : Sylvie Gautrelet
- Photographie : Tony Pierce-Roberts
- Son : Henri Morelle, Vincent Arnardi, Thierry Lebon, Jacques Thomas-Gérard
- Montage : Nicole Saunier et Hervé de Luze
- Production : Claude Berri
  - Production déléguée : Pierre Grunstein
  - Production associée : Thomas Langmann
  - Coproduction : Dieter Frank et Reinhard Klooss
- Sociétés de production[3] :
  - France : AMLF, Films 7, Pathé, Katharina, Renn Productions, Président Films et TF1 Films Production, en coproduction avec Canal+ et le CNC, avec le soutien de Eurimages
  - Allemagne : Bavaria Entertainment et Constantin Film, avec le soutien de FilmFernsehFonds Bayern et Filmförderungsanstalt (FFA)
  - Italie : Cecchi Gori Group Tiger Cinematografica et Melampo Cinematografica
- Sociétés de distribution : AMLF (France) ; Constantin Film Verleih (Allemagne)
- Budget : 41,9 millions d’ €[4]
- Pays de production :  France,  Italie,  Allemagne
- Langues originales : français et allemand
- Format[5] : couleur - 35 mm - 2,35:1 (Cinémascope) (Panavision) - son DTS | Dolby Digital
- Genre : comédie, aventures, fantastique
- Durée : 105 minutes[6]
- Dates de sortie[2] :
  - France, Belgique : 3 février 1999[7]
  - Québec : 16 mars 1999 [réf. souhaitée]
  - Allemagne : 18 mars 1999
  - Italie : 15 octobre 1999
- Classification[8] :
  - France : tous publics (conseillé à partir de 8 ans)[9],[10]
  - Italie : tous publics (T - film per tutti)[11]
  - Allemagne : enfants de 6 ans et plus (FSK 6)
  - Belgique : tous publics (Alle Leeftijden)[7]
  - Suisse romande : interdit aux moins de 7 ans[12]

## Distribution
- Christian Clavier : Astérix
- Gérard Depardieu : Obélix
- Roberto Benigni : Tullius Detritus
- Michel Galabru : Abraracourcix
- Claude Piéplu : Panoramix
- Daniel Prévost : Prolix
- Pierre Palmade : Assurancetourix
- Laetitia Casta : Falbala
- Arielle Dombasle : Mme Agecanonix
- Sim : Agecanonix
- Marianne Sägebrecht (doublée par Andréa Ferréol) : Bonemine
- Gottfried John (doublé par Michel Elias) : Jules César
- Jean-Pierre Castaldi : Caius Bonus
- Jean-Roger Milo : Cétautomatix
- Jean-Jacques Devaux : Ordralfabétix
- Hardy Krüger Jr. : Tragicomix, le fiancé de Falbala
- Michel Muller : Malosinus
- Olivier Achard : Anorexix
- Jacques Delaporte : Alambix
- André Chaumeau : un druide #3
- Gaëtan Bloom : Plaintecontrix
- Jean-Yves Tual : Mathusalix, l'arrière-grand-père de Panoramix
- Patrick Massieu : Olibrius
- Herbert Fux : Tiquetdebus
- Beppe Chierici (it) : Trolleybus
- Didier Cauchy : Brutus
- Jean-Paul Farré : Hypothénus
- Laurent Spielvogel : le scribe
- Franck-Olivier Bonnet : le gardien des portes du camp romain
- Patrick Bordier : le cuisinier romain
- Martial Courcier : la sentinelle gauloise

Sources : Allociné et sur le site officiel Astérix.com

## Production

### Genèse et développement
Avant Astérix et Obélix contre César, deux autres projets d'adaptation au cinéma d'Astérix ont émergé, mais n'ont jamais abouti. Claude Lelouch est le premier à y songer. Dans les années 1960, il souhaite faire le film avec des comédiens non professionnels, uniquement pour leur ressemblance physique avec les personnages de la BD, mais le projet n'aboutit pas. Plus tard, le second projet est lancé par Louis de Funès qui souhaite jouer le rôle d'Astérix (et d'après les rumeurs, Lino Ventura devait interpréter Obélix). Le projet tombe aussi à l'eau. Selon un ami d'Albert Uderzo, Louis de Funès voulait jouer le personnage d'Astérix sans les moustaches. Astérix et Obélix contre César est le premier film d'Astérix mettant en scène des acteurs.
Adapter la bande dessinée Astérix était à l'origine une idée de Thomas Langmann dès 1992. À vingt-trois ans, le fils de Claude Berri, après avoir joué dans quelques films tels Les Années sandwiches ou Paris s'éveille, s'intéresse à la production d'un film sur Astérix le Gaulois. D'abord, il prend contact avec Sylvie Uderzo (fille d'Albert Uderzo) et tous les deux ont le même point de vue sur le projet de film. Sylvie en parle à son père et ce dernier finit par accepter le projet. Thomas prend ensuite contact avec Anne Goscinny, héritière des droits moraux de son père. Celle-ci accepte également le projet. Avec l'accord des ayants droit, Thomas Langmann va voir son père et Renn Productions, mais ces derniers refusent le projet, car pour Claude Berri « la BD n'est pas [son] truc » ; mais également car il produit déjà d'autres films. Thomas Langmann ne se décourage pas pour autant, il réussit à attirer Gérard Depardieu, Christian Clavier et Jean-Marie Poiré pour son adaptation d'Astérix, ainsi Claude Berri s'intéresse au film et l'inscrit dans ses hypothèses de travail. En 1994, Claude Berri appelle Claude Zidi au téléphone et lui demande s'il peut le mettre dans la liste des réalisateurs intéressés pour le film. Après avoir réfléchi, Claude Zidi accepte. Albert Uderzo et Claude Berri signent alors un contrat comprenant trois clauses : le respect de l'esprit de la bande dessinée Astérix le Gaulois, la mise en œuvre de moyens importants et le rôle d'Obélix réservé à Gérard Depardieu.

### Choix des interprètes

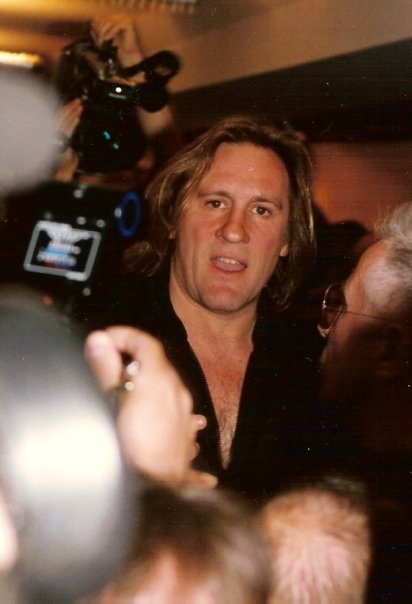
Gérard Depardieu a le rôle d'Obélix réservé dans les trois clauses du contrat entre Uderzo et Berri.

Lors de la préparation du film, Thomas Langmann prend contact avec Gérard Depardieu pour qu'il joue le rôle d'Obélix. Celui-ci accepte à condition qu'on l'attende car il est pris par un autre film. Son rôle d'Obélix lui est ainsi réservé dans les trois accords signés entre Albert Uderzo et Claude Berri. Alors que Thomas Langmann n'a pas encore de producteur, le duo Clavier-Poiré lui vient à l'idée après la réussite du film Les Visiteurs. Ils acceptent puis se rétractent pour tourner Les Anges gardiens. Christian Clavier n'étant plus disponible pour le rôle d'Astérix, la proposition d'interpréter le rôle est faite à Daniel Auteuil. La carrière de Depardieu entraîne un retard de quelques mois dans l'emploi du temps. Pendant ce temps, Daniel Auteuil se pose des questions sur sa carrière et accepte un projet de film d'Alain Corneau. Christian Clavier, qui venait de finir Les Couloirs du temps : Les Visiteurs 2, a reçu une proposition après le retrait d'Auteuil de Claude Berri, qu'il accepte. Pour Idéfix, Albert Uderzo précise qu'il a simplement « dessiné un chien » et que la race n'existe pas. Trois chiens bâtards blancs différents, auxquels on a ajouté du noir aux oreilles, ont été utilisés pour jouer Idéfix.
Pour interpréter les autres personnages d'Astérix le Gaulois, Claude Berri a d'abord pensé à faire appel à de jeunes comédiens dans le vent. Mais tous les personnages de la BD ne sont pas jeunes. Ainsi Michel Galabru en Abraracourcix s'est presque imposé de lui-même, tout comme les rôles de Claude Piéplu, Sim, Jean-Pierre Castaldi, Jean-Roger Milo et Daniel Prévost. Cependant, comme la production était également allemande, trois rôles principaux étaient réservés à des Allemands : César, Bonemine et Falbala. Gottfried John et Marianne Sägebrecht convenaient très bien aux deux premiers personnages. En ce qui concerne Falbala, le rôle, normalement attribué à une personnalité allemande, fut attribué à Lætitia Casta, après un accord entre Claude Zidi et les coproducteurs allemands. Claude Berri souhaitait Roberto Benigni dans le rôle de Détritus, cependant quand l'équipe est partie le voir pendant qu'il tournait La vie est belle, il refusa pour privilégier son film. Après plusieurs mois de refus de l'acteur, et après avoir fini son film, il accepte.
L'épreuve du cirque romain se déroulant en Allemagne, 300 figurants allemands furent sélectionnés par un concours pour cette scène.
C'est le dernier film de Claude Piéplu qui interprète Panoramix. C'est aussi le dernier film dans lequel se retrouvent Piéplu (Panoramix) et Galabru (Abraracourcix), 35 ans après leur première rencontre cinématographique dans Le Gendarme de Saint-Tropez, en 1964 avec Louis de Funès.

### Budget, revenu, cachets
Selon le livre Astérix et Obélix contre César : l'histoire d'un film de Pierre Billard, le devis provisoire se résume à 274 620 460 F hors TVA (soit 41 865 619,24 €). Ce devis peut être divisé en neuf parties. Les droits artistiques ont coûté 15 446 078 F (2 354 739,41 €), le personnel 49 430 309 F (7 535 602,02 €), l'interprétation 38 691 515 F (5 898 483,43 €), les cotisations sociales 34 422 126 F (5 247 619,27 €), les décors et les costumes 44 146 378 F (6 730 071,94 €), les transports, les défraiements et la régie 19 990 632 F (3 047 552,20 €), les moyens techniques 33 751 699 F (5 145 413,34 €), les pellicules et le laboratoire 4 996 697 F (761 741,54 €) et les assurances et divers 18 775 017 F (2 862 232,89 €). Le total partiel fait ainsi 259 620 460 F auxquels, il faut ajouter 15 000 000 F d'imprévus. Le devis total déposé au Centre national de cinématographie (appelé maintenant Centre national du cinéma et de l'image animée) se chiffrait à 274 640 460 F.
La moitié du financement du film est assurée par la société Katharina, créée par Claude Berri. Grâce à la coproduction avec la société allemande Bavaria Film, la Bavière offre une aide financière en vertu d'une loi encourageant les films dans la région.
En 1999, son budget de presque 42 millions d'euros en a fait le film français le plus coûteux jamais réalisé. Il a été par la suite dépassé, en 2002, par Astérix et Obélix : Mission Cléopâtre avec 50 millions d'euros de budget puis, en 2008, par Astérix aux Jeux olympiques avec 78 millions d'euros.

### Tournage

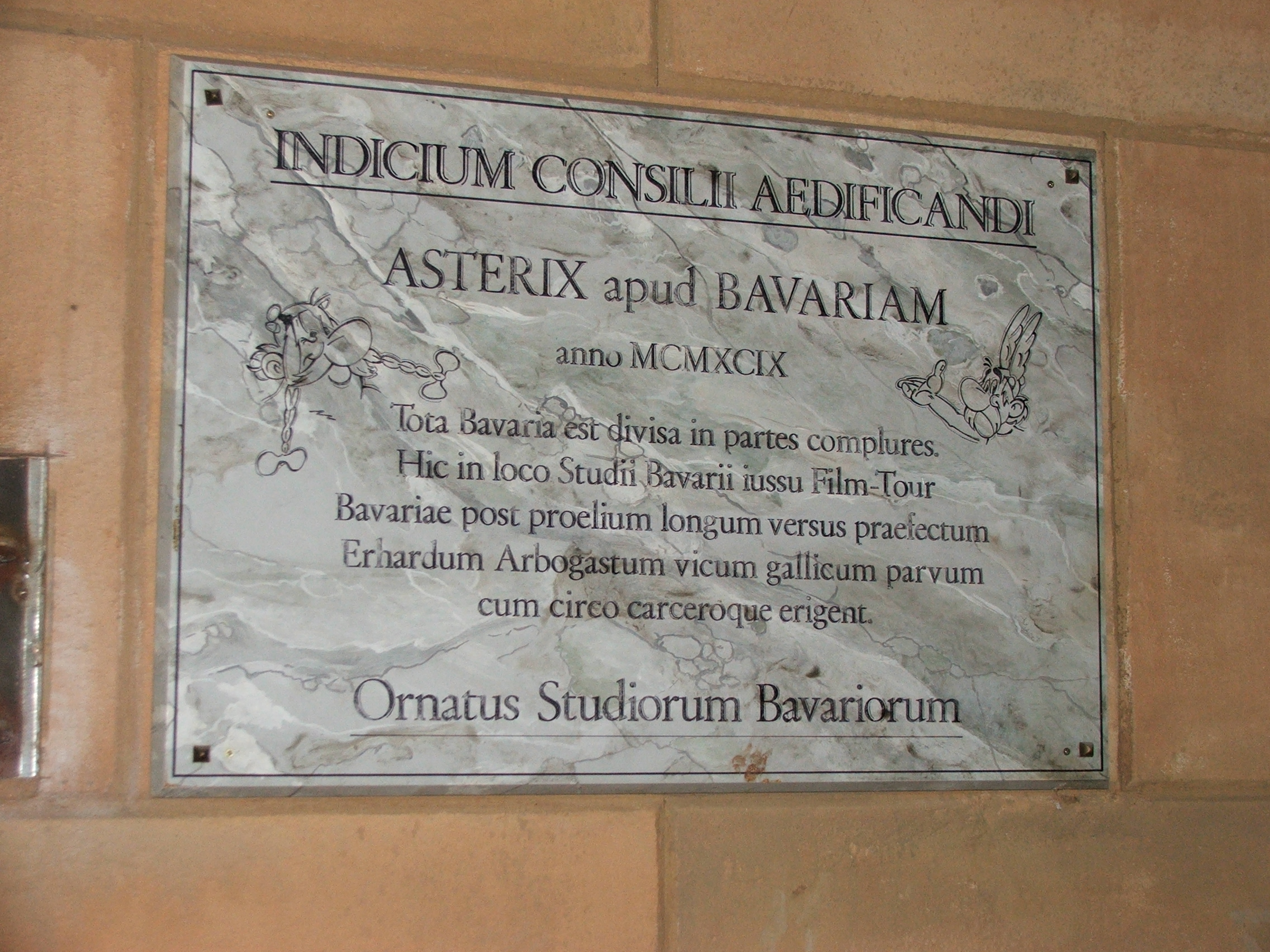
Plaque rappelant le tournage du film aux studios Bavaria.

En 1995, Claude Zidi termine sa première version du scénario du film. En 1996, les bases générales de la préparation du tournage sont fixées et, en 1997, toutes les phases de la production le sont également. Ainsi, le 2 février 1998, le tournage commence au cirque de Munich, et il était prévu que le film sorte le 3 février 1999. Le film est sous la direction du producteur Claude Berri, du metteur en scène Claude Zidi et du producteur exécutif Pierre Grunstein. Pour améliorer les dialogues du scénario de Zidi, l'équipe fait appel à Gérard Lauzier. Berri engage l'humoriste Laurent Baffie pour peaufiner quelques dialogues, sans le créditer. Il propose la même tâche à Alain Chabat, qui refuse, jugeant le scénario « pas assez fidèle à l'esprit de Goscinny et d'Uderzo. J'aurais fait autrement si j'avais fait le film ».

#### Scènes du village
Pour le village, Pierre Grunstein avait pensé le faire en extérieur dans un pays ensoleillé comme l'Espagne ou l'Italie. Mais Claude Zidi a préféré un studio : il ne se voyait pas tourner avec les contraintes de la météo et des acteurs torse nu.
Le choix se fixa sur un plateau des studios d'Arpajon à La Ferté-Alais (Essonne), comportant une surface de 4 000 m2, malgré deux défauts : il n'est pas insonorisé et se situe à soixante kilomètres de Paris. Même si le studio fait 80 m sur 60 m, il faut également une circulation pour le matériel et les personnes, ainsi le décor doit tenir sur 65 m sur 50 m. Si à l'origine les maisons étaient pourvues d'espacements comme dans la bande dessinée, à cause de cette contrainte, les maisons s'emboîtent les unes sur les autres sans espace entre elles. Pour Claude Zidi, il fallait que ce soit « le village où tout le monde ait envie d'habiter, le petit village dont on a tous rêvé ». L'équipe appela Jean Rabasse pour les décors. Pour que le village prenne vie, il ne fallait pas montrer le mur du studio au fond. Ainsi, une toile de bleu de 260 mètres de longueur représentant le ciel fut installée le long des murs du studio.
L'arbre d'Assurancetourix a été conçu comme le centre du village. Pour fabriquer l'arbre, Jean Rabasse avait demandé à Francis Poirier de sculpter un arbre en polystyrène, il a ensuite construit une structure en métal et l'a habillée avec le moule en polystyrène puis l'a recouverte d'une écorce en latex. Les branches secondaires et le feuillage ont été ensuite installés. Toutes les feuilles ont été repeintes puis cousues à la main sur l'arbre une à une durant un mois.
Tony Pierce-Roberts, venu du cinéma d'auteur anglo-saxon, s'est occupé des lumières du studio.

Les décors du village gaulois exposés aux studios Bavaria.
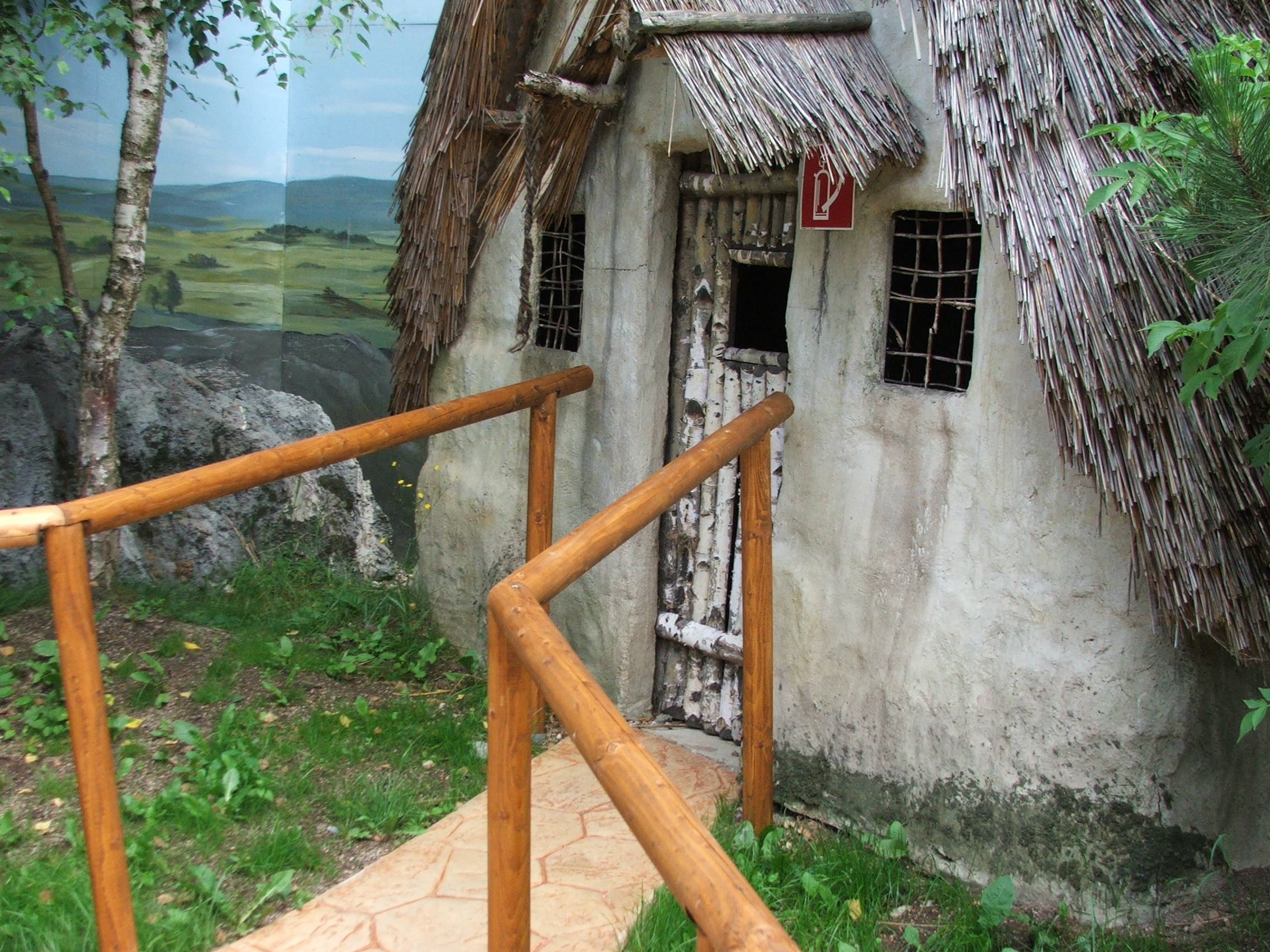
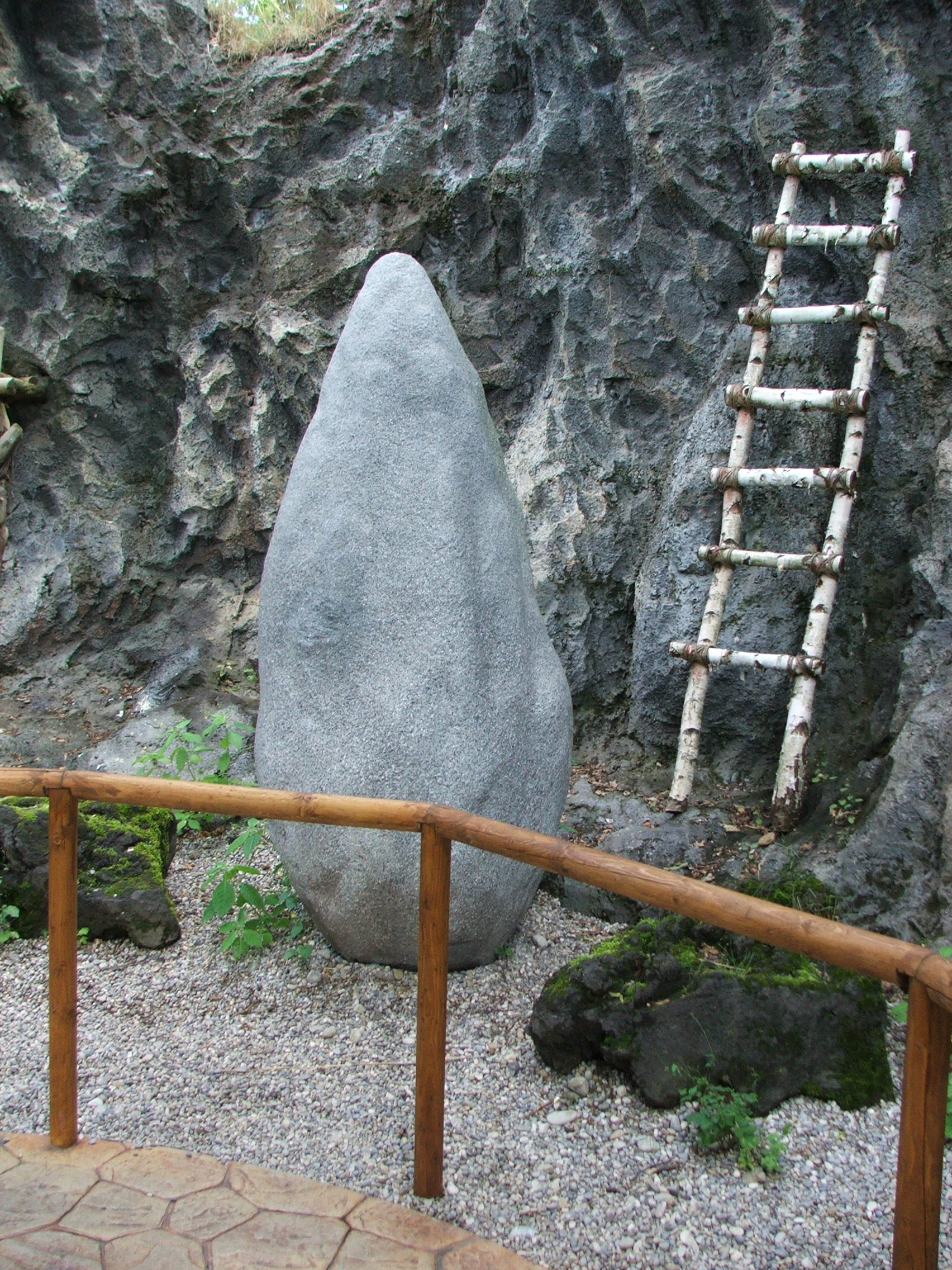
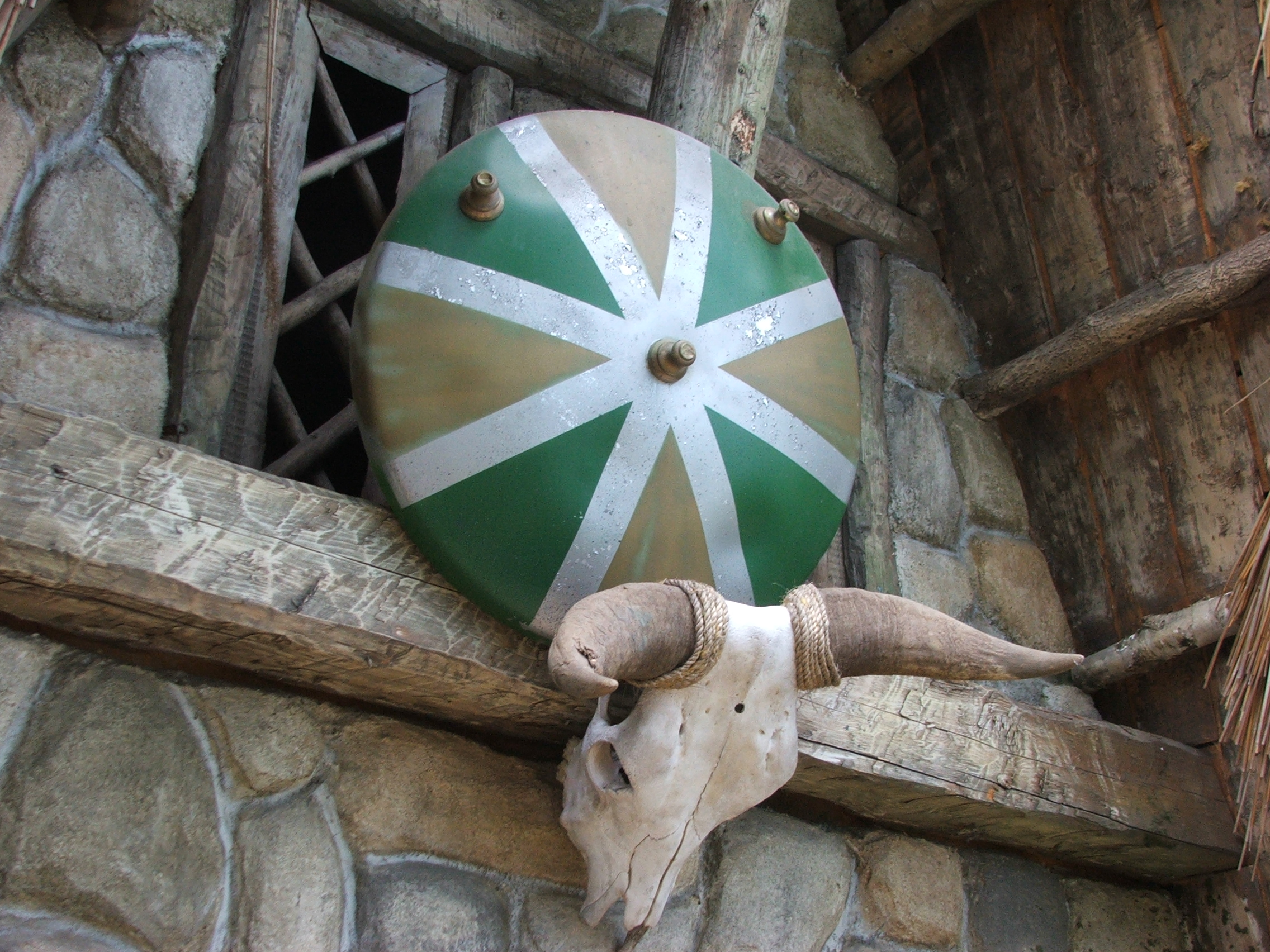
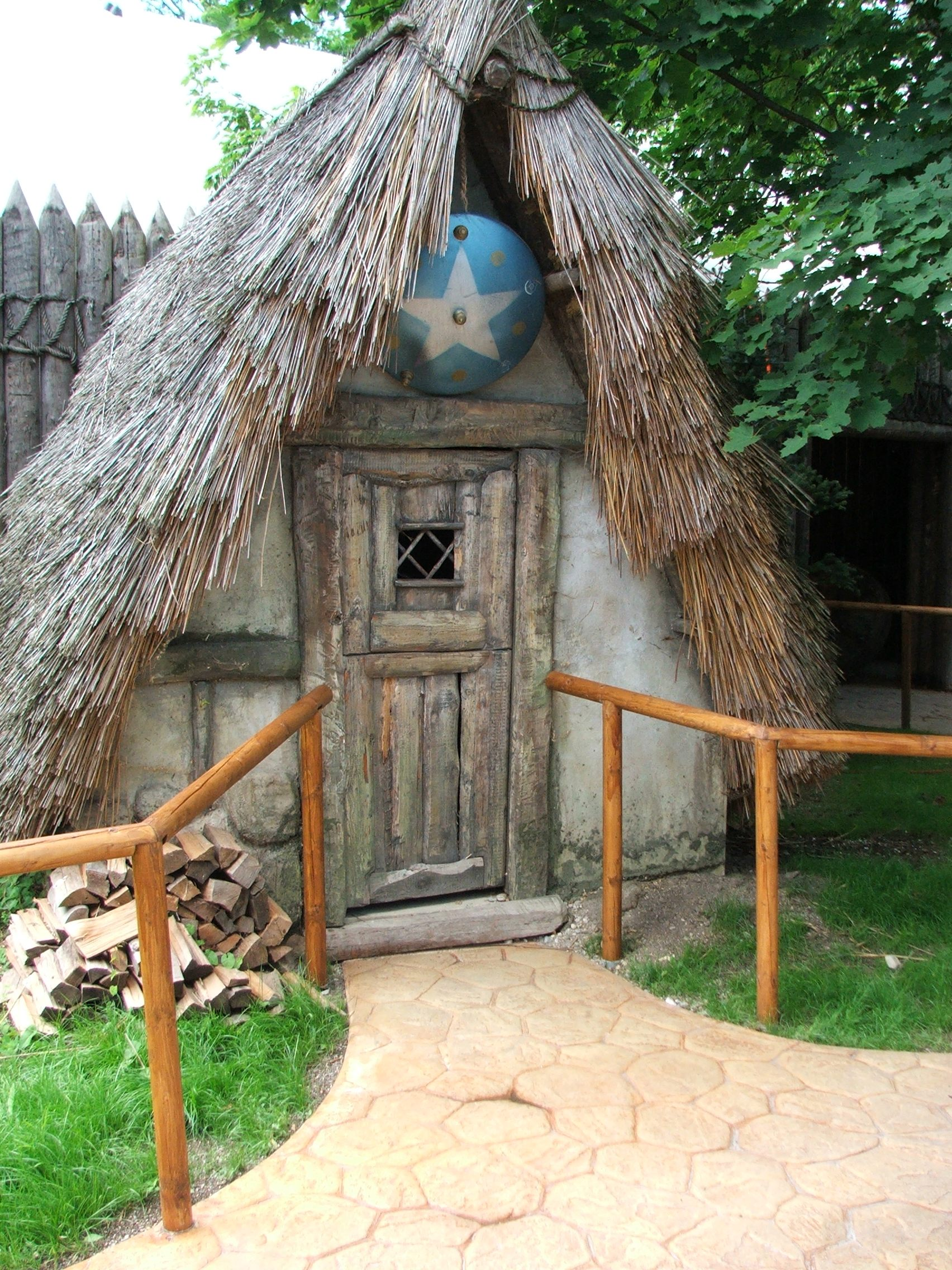
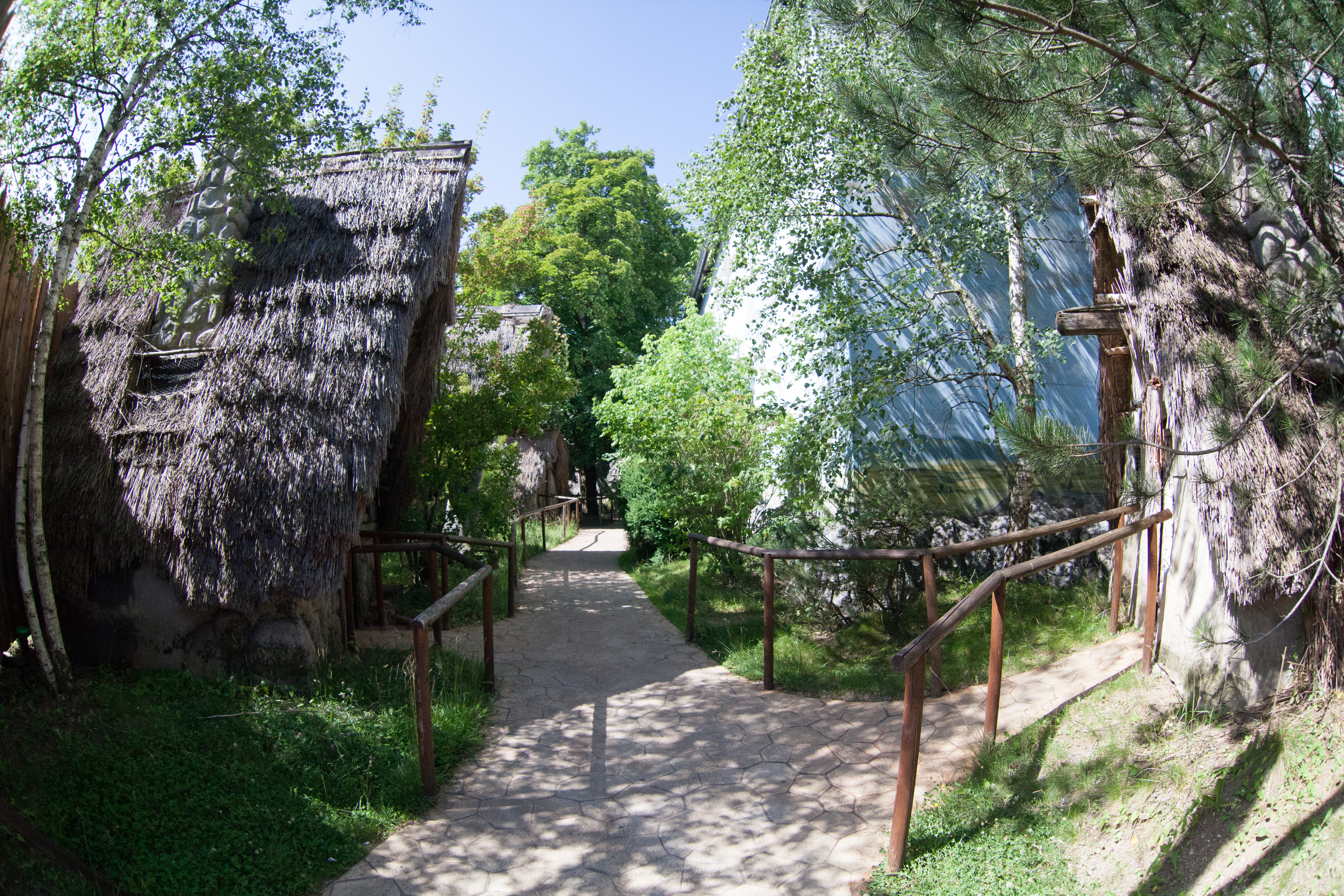
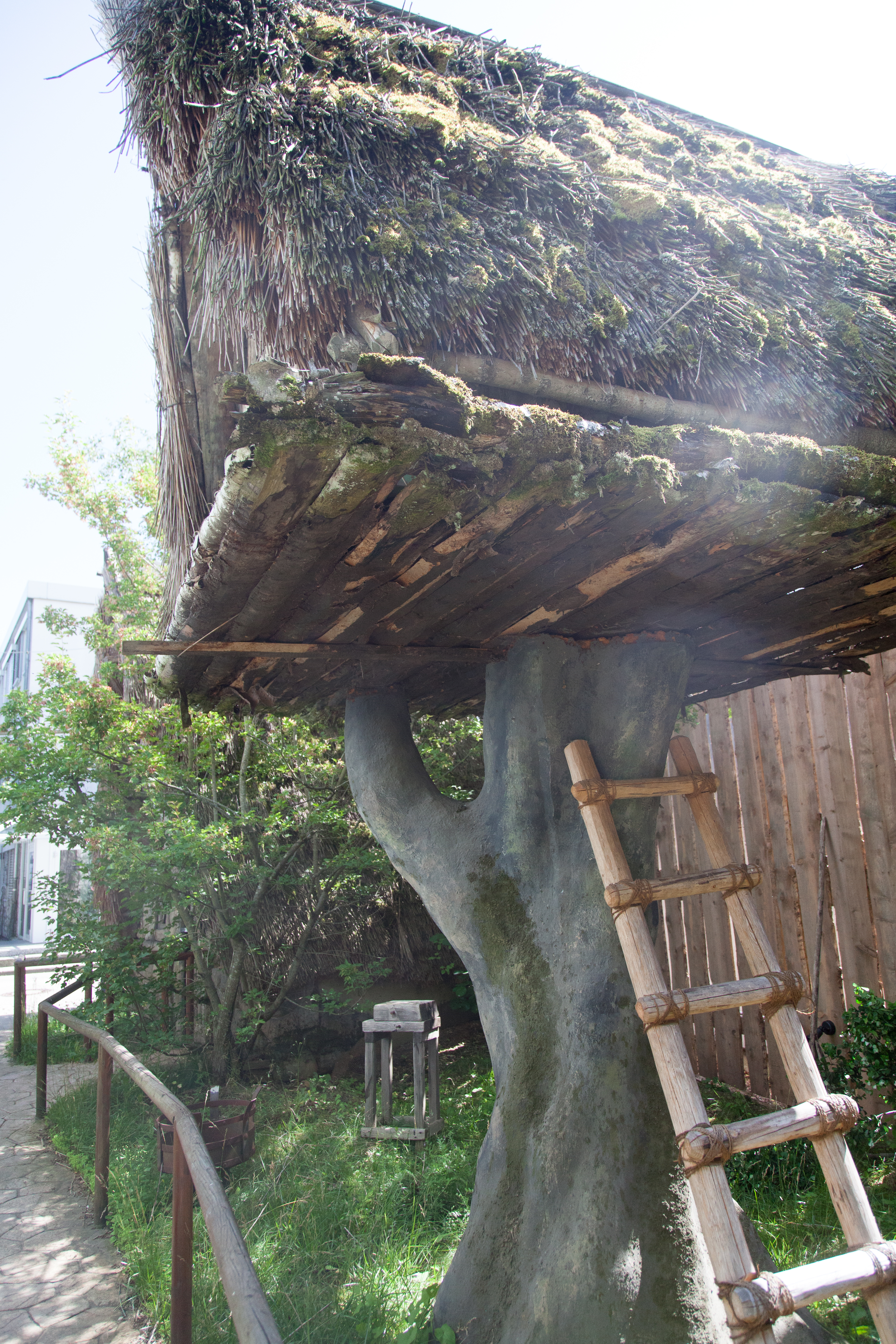
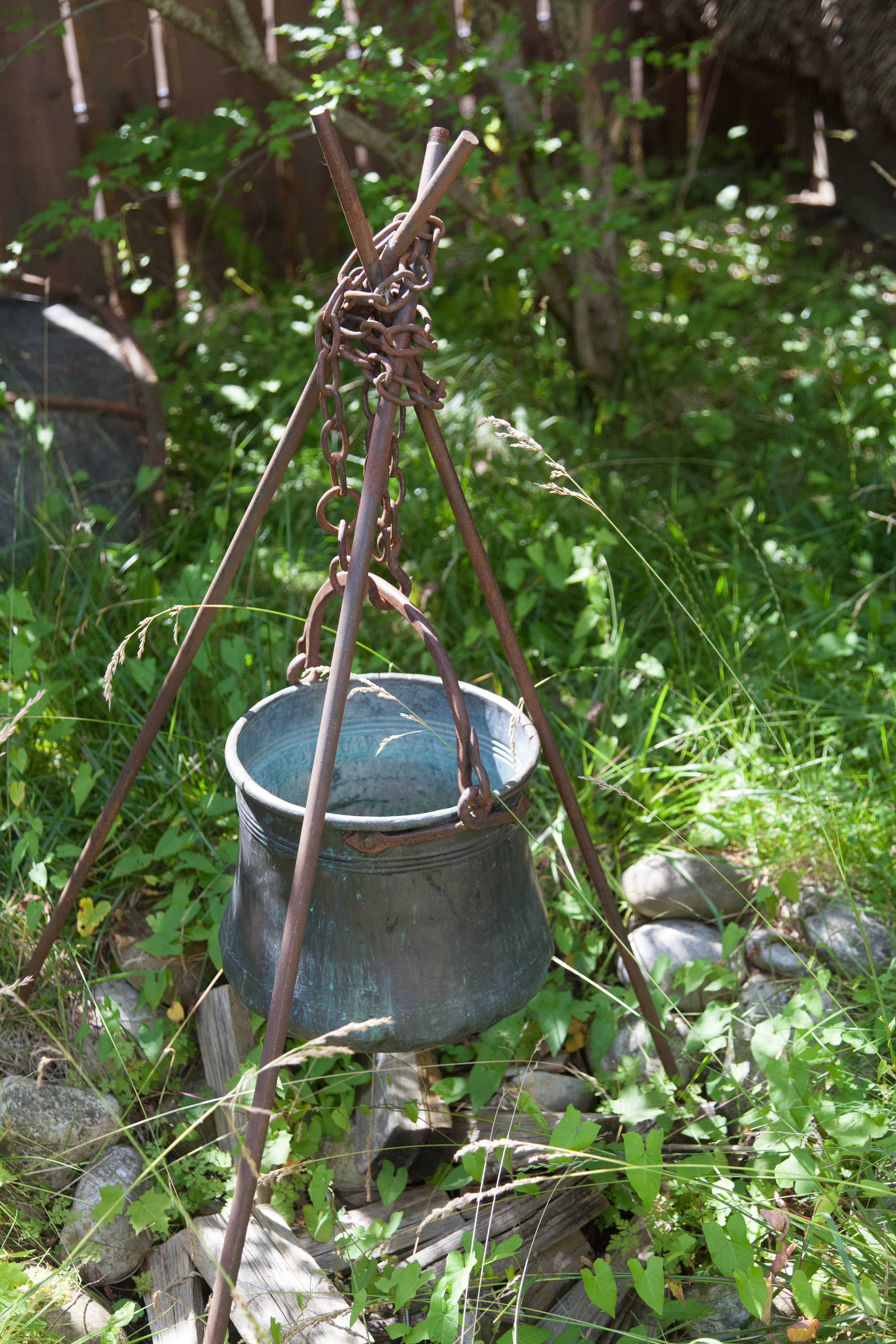
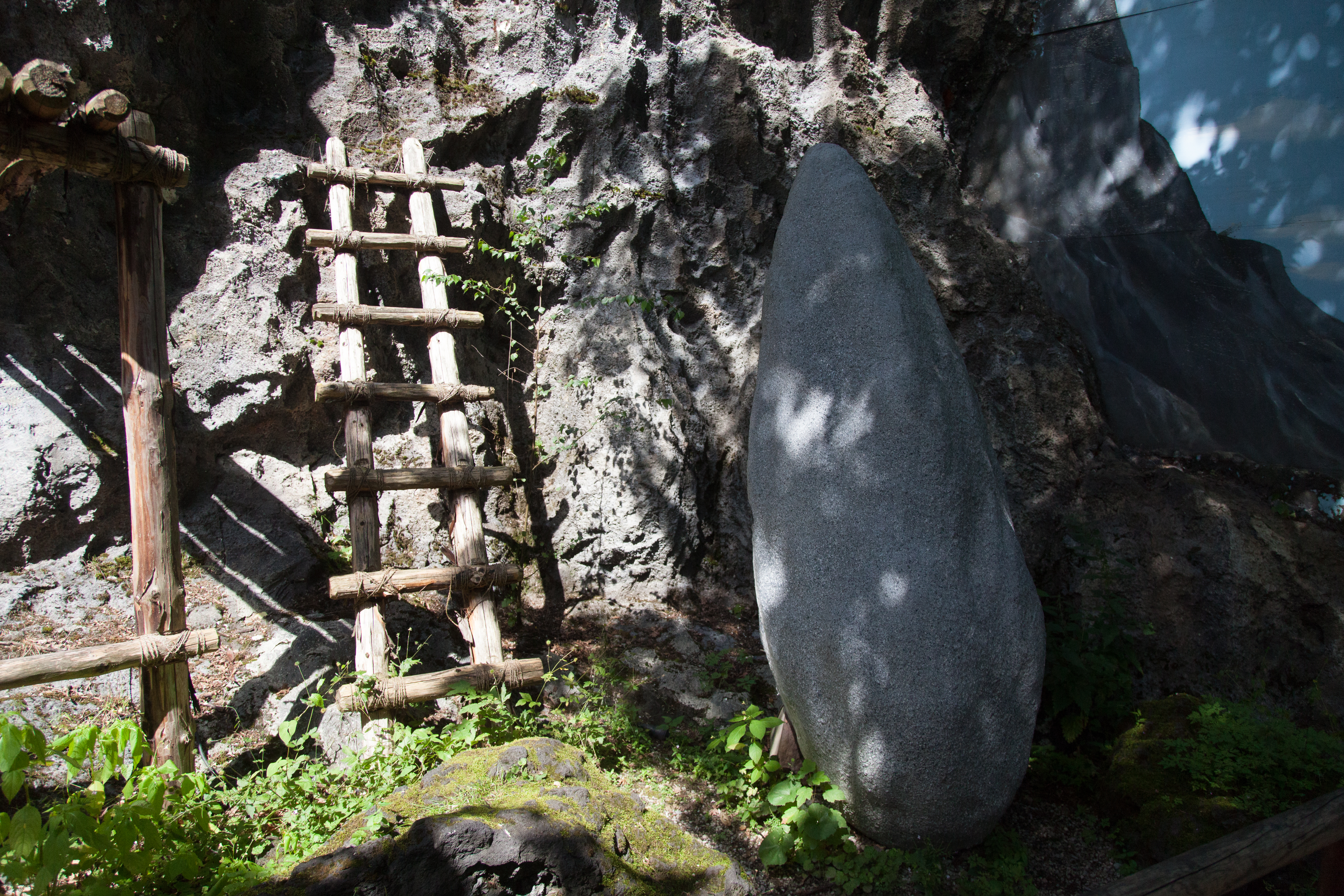

#### Scènes du cirque
Grâce à la négociation avec la société de production Bavaria Film, les scènes du cirque romain ont été tournées dans le studio Bavaria à Munich, durant trois semaines, à partir du 2 février 1998.
Dans la scène de la fosse, 100 à 300 araignées réelles ont été utilisées. L'équipe de tournage les a rendues inoffensives en leur mettant de la cire sur les dents. À la fin du film, certaines d'entre elles ont réussi à s'échapper. La plupart sont mortes de froid mais l'une d'elles a survécu et a été retrouvée plus tard sur le plateau. Les pompiers du tournage ont décidé de la prendre comme mascotte. Pour augmenter le nombre d'araignées à l'image et donner un effet plus « grouillant », la société Duboi, créatrice des effets spéciaux, a notamment ajouté des centaines de mygales modélisées en 3D dans plusieurs plans. À la lecture du scénario, Christian Clavier avait hésité à tourner le film en voyant qu'il devait être recouvert par près d'une centaine de mygales. C'est sa belle-mère, Louba Guertchikoff, mère de Marie-Anne Chazel, qui l'a convaincu en sachant que le dresseur des mygales était Guy Demazure (dresseur de différents animaux sur de nombreux films français), qu'elle avait rencontré sur le tournage d'Un Indien dans la ville, quelques années plus tôt, et en qui elle avait totalement confiance.
Dans la scène des alligators, les animaux sont tous réels, sauf un. Christian Clavier devait se servir du faux pour surfer à travers l'étang mais le cascadeur s'est trompé et a sauté sur un vrai alligator. Il s'en est tiré sans blessure.

Les décors du cirque aux studios Bavaria.
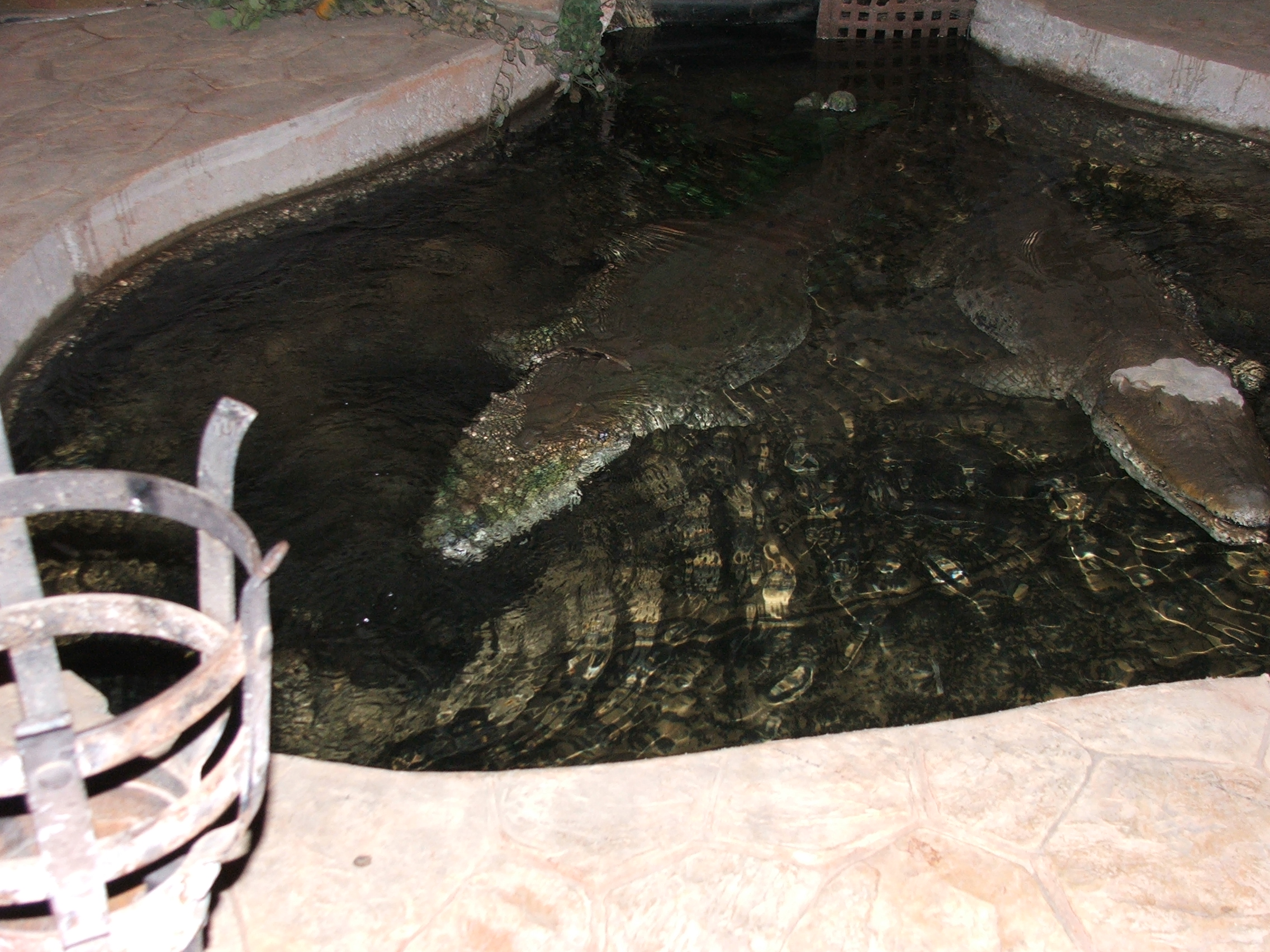
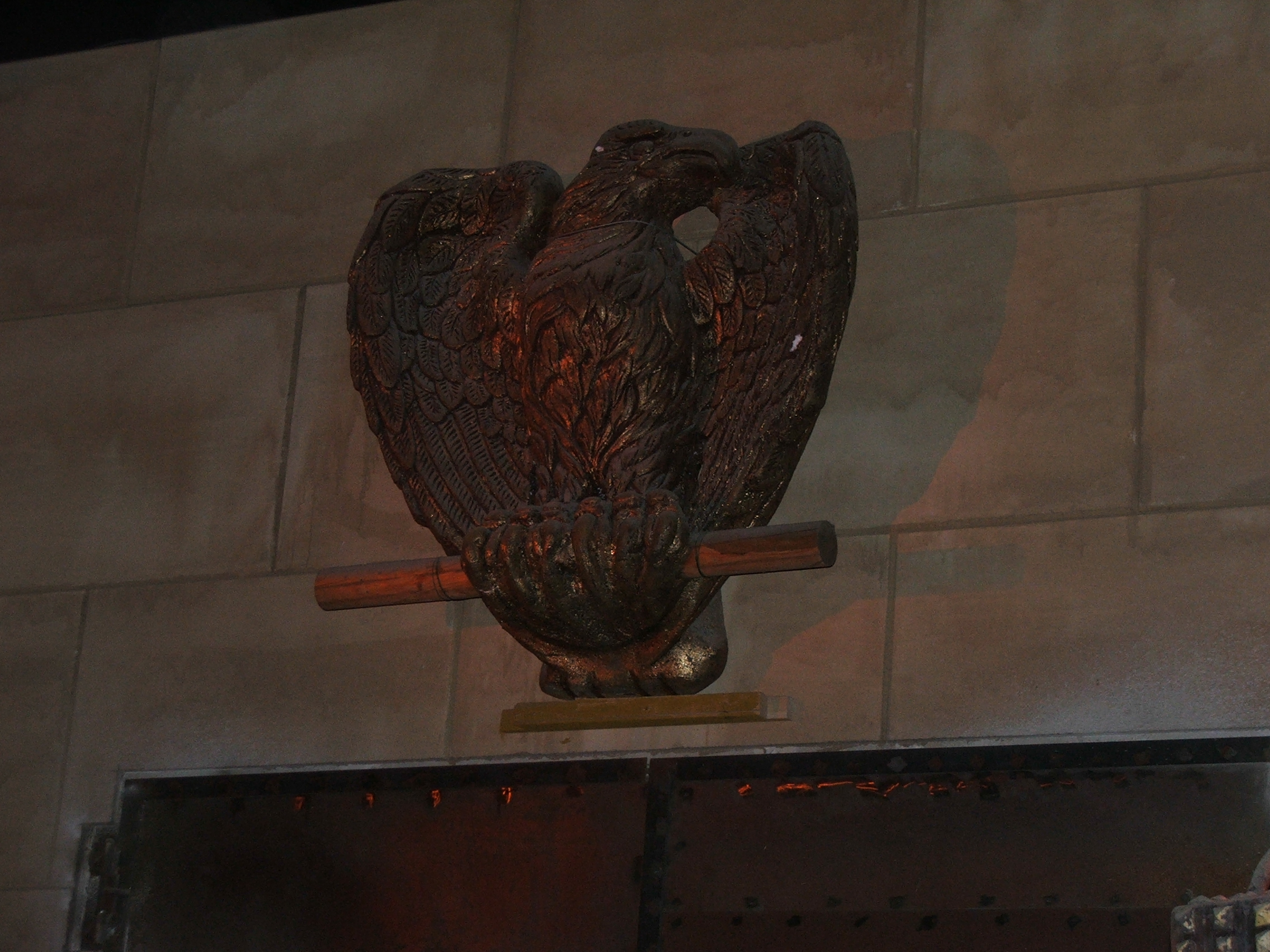
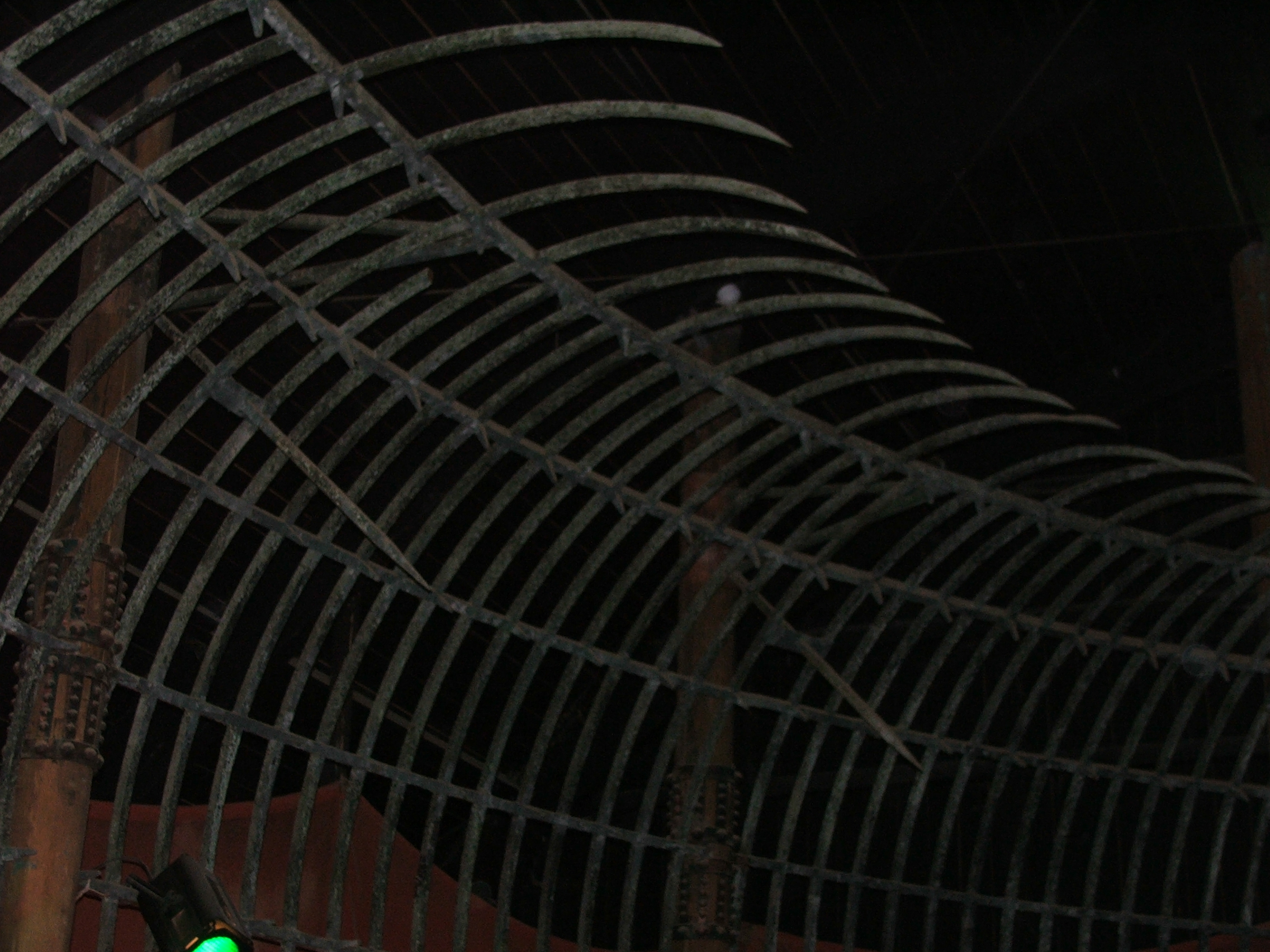
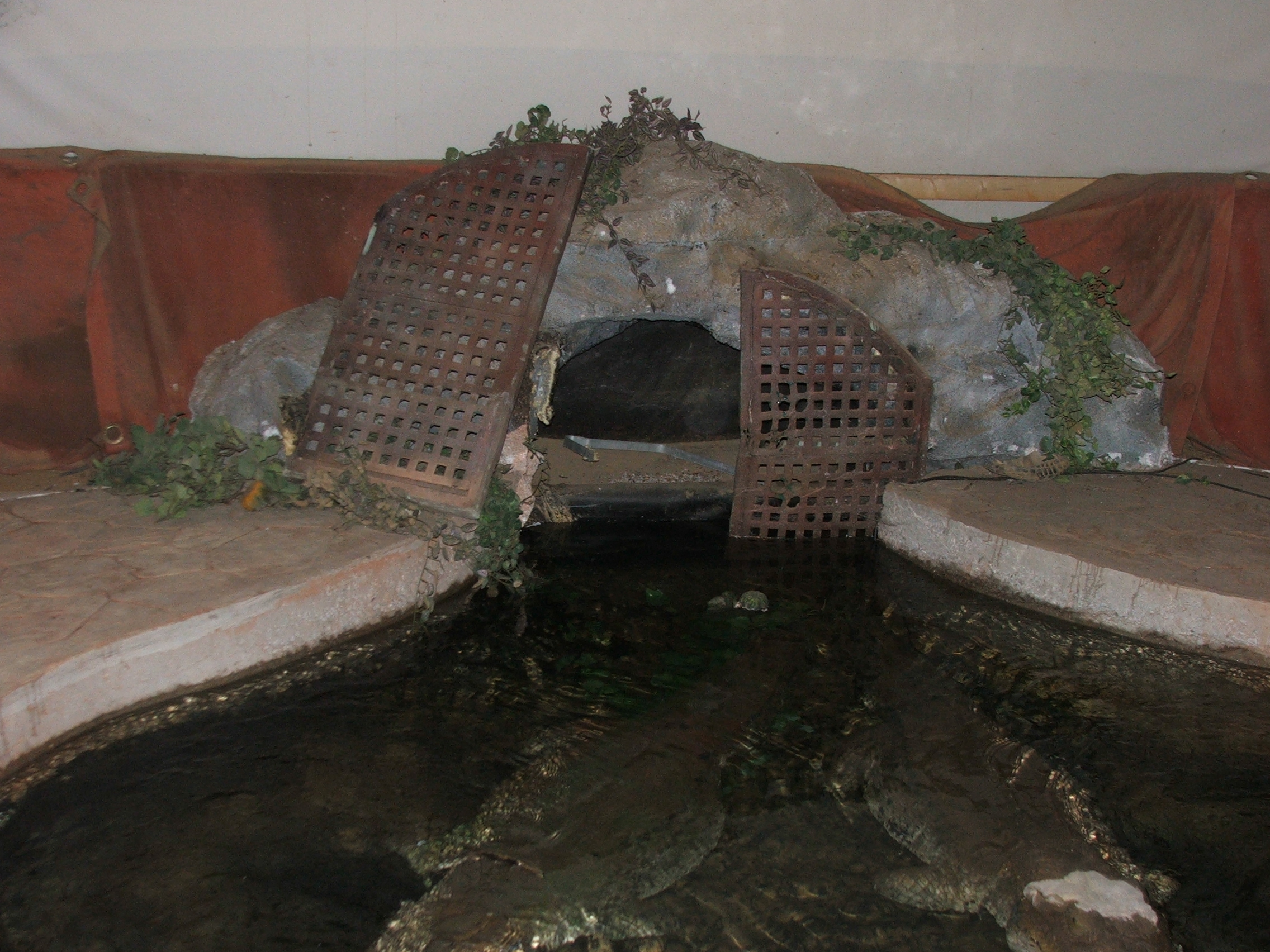
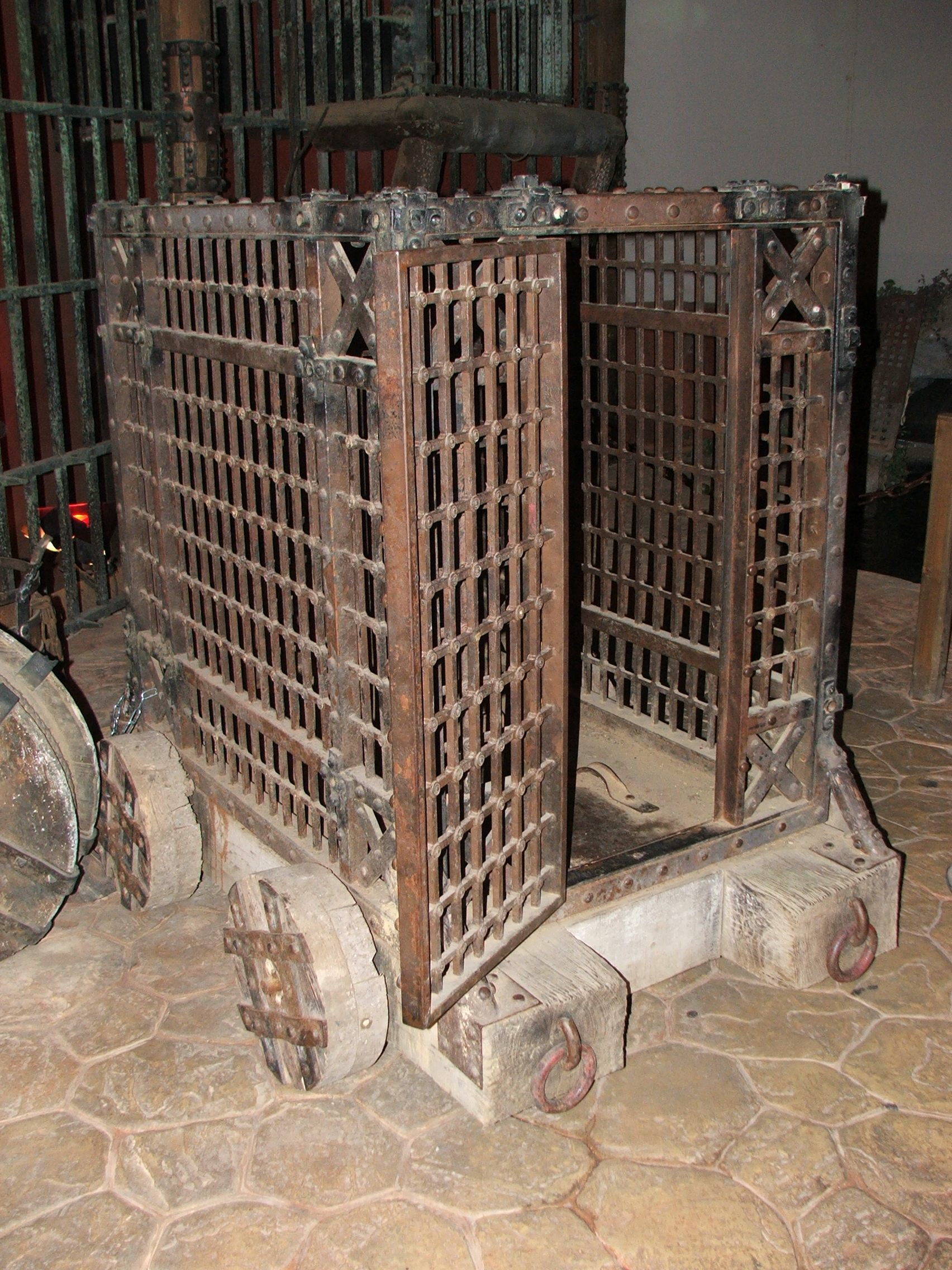

#### Autres scènes
Trois scènes sont tournées en extérieur : le camp romain et la bataille, la réunion des druides et le discours de Jules César sur les côtes armoricaines. Le camp romain est tourné à Clairefontaine-en-Yvelines (Yvelines),.
Astérix et Obélix accompagnent le druide Panoramix jusqu'à la Forêt Sacrée où se déroule la réunion annuelle des druides, cette scène célèbre étant inspirée de l'album Astérix et les Goths.

## Post-production
Les acteurs allemands Marianne Sägebrecht et Gottfried John ne parlaient pas français, c'est pourquoi il a été nécessaire de faire doubler leurs voix: Sägebrecht est doublée par Andréa Ferréol et John est doublé par Michel Elias. À l'inverse, l'italien Roberto Benigni a lui-même assuré ses dialogues en français.
Marianne Sägebrecht, Gottfried John, Hardy Krüger Jr. et Herbert Fux se sont doublés eux-mêmes dans la version allemande, tandis que Roberto Benigni s'est doublé lui-même dans la version italienne.

### Effets spéciaux
Les effets spéciaux numériques du film sont réalisés par la société Duboi à Paris, spécialisée dans les trucages visuels de films, qui avait déjà réalisée, entre autres, ceux de Delicatessen (1991), Les Visiteurs (1993) et La Cité des enfants perdus (1995). Lorsque Renn Productions a pris contact avec Duboi, une partie de l'équipe des infographistes de la société travaillait alors aux États-Unis pour la post-production du film américain Alien, la résurrection, réalisé par le français Jean-Pierre Jeunet. À la fin de l'année 1997, ce groupe d'infographistes revient en France pour commencer leur travail sur Astérix et Obélix contre César. Ce sont finalement 65 personnes qui réalisent la totalité des 250 plans contenant des trucages, soit 12 % du film final, supervisés par Pitof, directeur des effets visuels numériques .

### Bande originale

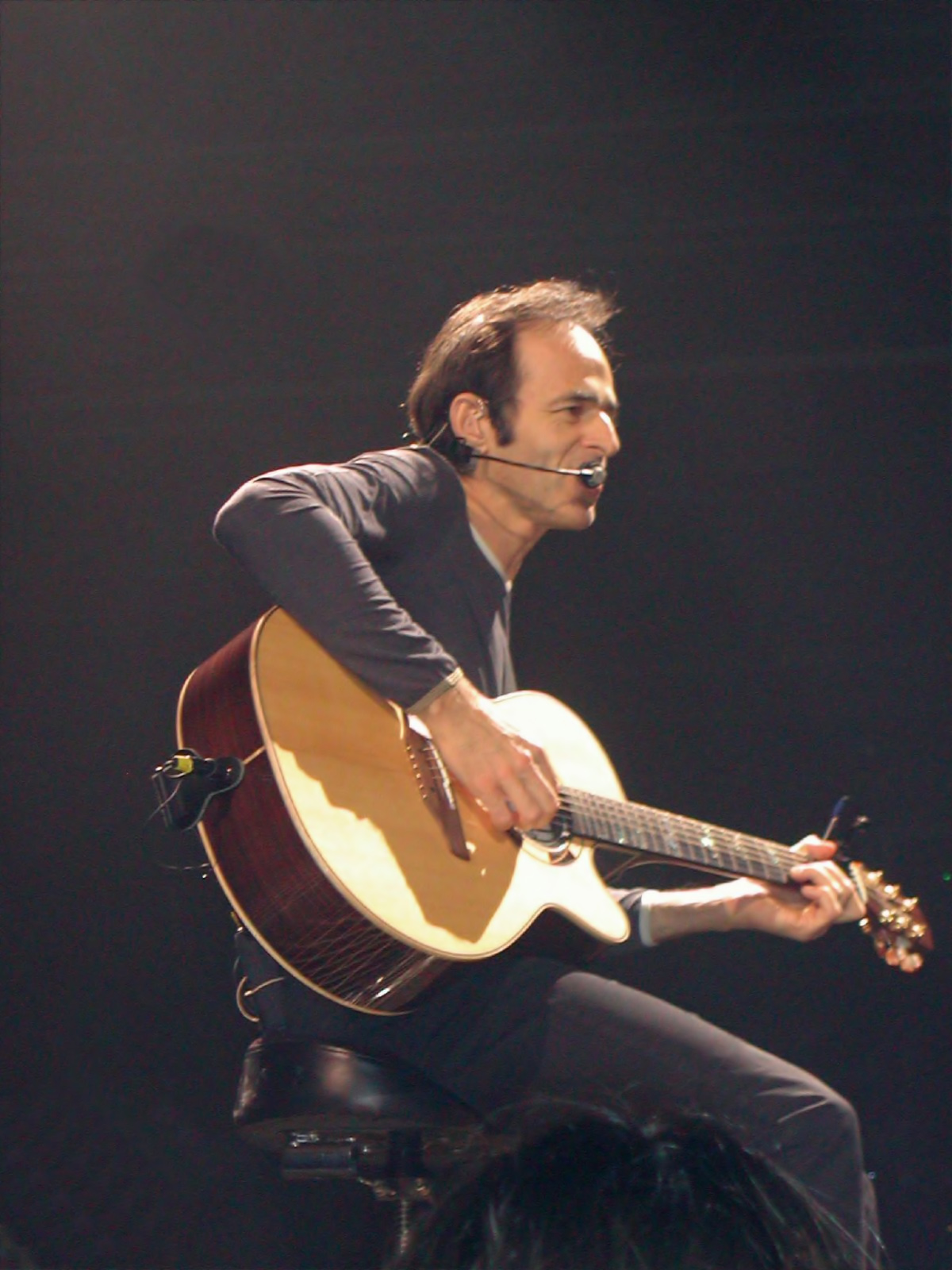
Jean-Jacques Goldman a composé et interprété la chanson Elle ne me voit pas.

Jean-Jacques Goldman, accompagné par ses habituels collaborateurs pour les musiques de film, le compositeur Roland Romanelli et l'orchestrateur Hubert Bougis, a préparé la musique du film. Celle-ci dure plus d'une heure. Le violoniste de jazz Didier Lockwood rajoute une ampleur orchestrale et rappelle le grand style hollywoodien. L'équipe de Jean-Jacques Goldman et Claude Zidi se rendent deux fois, en novembre 1998, à Londres pour l'enregistrement de la musique par les quatre-vingt musiciens de l'orchestre symphonique de Londres.
La complainte d'Obélix pour Falbala, Elle ne me voit pas, entendue durant le générique de fin est interprétée et composée par Jean-Jacques Goldman.
- Elle ne me voit pas - 4:26
- Lei non vede me - 4:26
- Astérix et Obélix contre César - 2:20
- L'Embuscade - 2:07
- L'Amour - 3:52
- Le Cirque encore - 5:15
- La Serpe d'or - 4:07
- Falbala - 1:48
- Le Devin - 2:43
- L'Amour toujours - 3:45
- Les Hallucinations d'Astérix - 2:56
- La Potion magique - 3:14
- Bélenos - 7:18
- Obélix - 3:44

## Accueil

### Promotion et marketing
La campagne de lancement du film a débuté grâce au service de presse, dirigé par Claude Davy, et au service de la promotion, animé par Laurence Edeline. Ils sont appuyés par l'agence de publicité Bonne question !.
Pour la sortie de son film, Claude Berri souhaite qu'il soit projeté pour la première mondiale au stade couvert régional de Liévin (Pas-de-Calais). À cause des coûts et des difficultés techniques, l'idée fut abandonnée. Le film fut néanmoins projeté dans le Nord, à Valenciennes.

### Accueil critique
Les critiques sont assez mitigées dans la presse. En France, le film obtient une note moyenne de 3,1⁄5 sur le site Allociné, qui recense 18 titres de presse.
Les critiques des spectateurs sont encore plus basses : selon le même site Allociné, le film obtient de la part des spectateurs une note moyenne de 2,1⁄5, pour 488 critiques.
Si l'ambition du projet est soulignée, la presse lui reconnaît des faiblesses relatives au scénario et aux effets spéciaux (souvent qualifiés de « cheap »[réf. nécessaire]). Ce n'est pas tant la fidélité qui est mise en cause car la tendance serait plutôt de dire que le film est « fidèle voire trop fidèle » et qu'il s'agit d'une « scrupuleuse opération de protection du patrimoine ».

### Box-office

#### Fréquentation en France
Le 3 février 1999, Astérix et Obélix contre César sort dans les salles de France et de Belgique. En France, le film sort dans 780 salles au lieu de 600 prévu à l'origine.
Il connait un démarrage record avec 2 653 776 entrées la première semaine, 2 094 180 la deuxième et 1 784 917 la troisième, dépassant les précédents chiffres établis par Les Couloirs du temps : Les Visiteurs 2 un an avant.
Avec près de neuf millions de spectateurs(précisément 8 948 624), il s'agit du film le plus vu dans les salles de cinéma durant l'année 1999 en France, devant Tarzan et Star Wars : La Menace fantôme.

#### Fréquentation à l'étranger
Au total, le film a rassemblé 24,8 millions de spectateurs dans le monde (soit 15,9 millions d'entrées hors de France).

### Exploitation ultérieure
Le DVD du film sort le 3 novembre 1999.
Lors de sa première diffusion sur une chaîne nationale hertzienne, le film rassemble le 23 octobre 2001 près de 10 500 000 téléspectateurs sur TF1. Il s'agit de la douzième meilleure audience de 2001 et le second film derrière Le Dîner de cons de Francis Veber avec 11 600 000 téléspectateurs sur la même chaîne. Le film arrive, en 2006, 67e avec 9 249 900 téléspectateurs, et, en 2008, neuvième avec 10 132 365 téléspectateurs. Le film est à nouveau rediffusé le 14 décembre 2010, rassemblant 7 287 000 téléspectateurs, mais sera néanmoins battu ce soir là par Rendez-vous en terre inconnue, qui réalisera une audience supérieure à 8 millions de téléspectateurs. Le film est une nouvelle fois programmé sur TF1, le 27 avril 2020, et attire 6 448 000 téléspectateurs, soit 25,4 % de la part de marché.
Lors de sa première diffusion, le 28 juin 2008, sur Sat.1 en Allemagne, le film attire 2,5 millions de téléspectateurs allemands, soit 10,8 % de part de marché. En programmant Asterix und Obelix gegen Cäsar, la chaîne privée se place à la troisième position et attire 410 000 enfants, soit 38,3 %.

## Jeu vidéo
Le film fait l'objet d'une adaptation en jeu vidéo d'action développée par le studio Tek 5 et éditée par Cryo Interactive en 1999 pour PlayStation, qui fit plus tard l'objet d'une analyse du vidéaste Joueur du Grenier.

## Distinctions
Entre 1999 et 2000, Astérix et Obélix contre César a été sélectionné 5 fois dans diverses catégories et a remporté 4 récompenses,.

### Récompenses
- Prix Bogey (Bogey Awards) 1999 : Prix Bogey d’argent[Note 1].
- Écran d'or 1999 : Prix de l’Écran d'or.
- Prix Bérénice (Premio Berenice) 2000 : Chevelure de Bérénice du meilleur maquillage pour Giannetto De Rossi.
- Prix du cinéma bavarois 2000 : Prix du cinéma bavarois du meilleur acteur dans un second rôle pour Gottfried John.

### Nomination
- César 2000 : Meilleurs décors pour Jean Rabasse.

## Suites
- 2002 : Astérix et Obélix : Mission Cléopâtre d'Alain Chabat ;
- 2008 : Astérix aux Jeux olympiques de Thomas Langmann et Frédéric Forestier ;
- 2012 : Astérix et Obélix : Au service de Sa Majesté de Laurent Tirard.
- 2023 : Astérix et Obélix : L'Empire du Milieu de Guillaume Canet